# Йодер
Йодер (англ. Yoder) — місто (англ. town) в США, в окрузі Ґошен штату Вайомінг. Населення — 131 особа (2020).

## Географія
Йодер розташований за координатами 41°55′1″ пн. ш. 104°17′43″ зх. д. / 41.91694° пн. ш. 104.29528° зх. д. (41.916978, -104.295389).  За даними Бюро перепису населення США в 2010 році місто мало площу 0,55 км², уся площа — суходіл.

## Демографія
Згідно з переписом 2010 року, у місті мешкала 151 особа в 68 домогосподарствах у складі 44 родин. Густота населення становила 274 особи/км².  Було 85 помешкань (154/км²).
Расовий склад населення:
| - 97,4 % — білих - 0,7 % — вихідців з тихоокеанських островів |

До двох чи більше рас належало 2,0 %. Частка іспаномовних становила 4,0 % від усіх жителів.
За віковим діапазоном населення розподілялося таким чином: 21,2 % — особи молодші 18 років, 49,0 % — особи у віці 18—64 років, 29,8 % — особи у віці 65 років та старші. Медіана віку мешканця становила 53,5 року. На 100 осіб жіночої статі у місті припадало 106,8 чоловіків;  на 100 жінок у віці від 18 років та старших — 88,9 чоловіків також старших 18 років.
Середній дохід на одне домашнє господарство  становив 53 985 доларів США (медіана — 37 500), а середній дохід на одну сім'ю — 70 608 доларів (медіана — 50 938). За межею бідності перебувало 5,4 % осіб, у тому числі 0,0 % дітей у віці до 18 років та 0,0 % осіб у віці 65 років та старших.
Цивільне працевлаштоване населення становило 44 особи. Основні галузі зайнятості: освіта, охорона здоров'я та соціальна допомога — 22,7 %, транспорт — 20,5 %, оптова торгівля — 13,6 %, фінанси, страхування та нерухомість — 13,6 %.
За даними перепису 2000 року,
на території муніципалітету мешкало 169 людей, було 66 садиб та 45 сімей.
Густота населення становила 326,3 осіб/км². Було 84 житлових будинків.
З 66 садиб у 34,8% проживали діти до 18 років, подружніх пар, що мешкали разом, було 57,6 %,
садиб, у яких господиня не мала чоловіка — 6,1 %, садиб без сім'ї — 31,8 %.
Власники 28,8 % садиб мали вік, що перевищував 65 років, а в 12,1 % садиб принаймні одна людина була старшою за 65 років.
Кількість людей у середньому на садибу становила 2,56, а в середньому на родину 3,09.
Середній річний дохід на садибу становив 40 781 доларів США, а на родину — 41 875 доларів США.
Чоловіки мали дохід 37 500 доларів, жінки — 15 000 доларів.
Дохід на душу населення був 15 161 доларів.
Приблизно 5,3 % родин та 8,7 % населення жили за межею бідності.
Серед них осіб до 18 років було 6,3 %.
Середній вік населення становив 39 років.